# Isabelle au bois dormant
Isabelle au bois dormant (anglais: Sleeping Betty) est un court métrage d'animation québécois réalisé en 2007 par Claude Cloutier qui est une adaptation parodique du conte populaire, La Belle au bois dormant. Le film est produit par Marcel Jean pour l'Office national du film du Canada. L'adaptation musicale est par Normand Roger (en).

## Distinctions
Le film a reçu plus de 20 récompenses, dont le prix Génie meilleur pour court métrage d'animation et le prix pour meilleur court ou moyen métrage d'animation à la 10e soirée des prix Jutra, ainsi que le prix du public et le prix du meilleur film d'animation canadien au Festival international du film d'animation d'Ottawa, le prix du public et prix du jury au Festival international du film de Melbourne, et le prix du public et prix du jury professionnel à Plein la bobine en France.